# Claire Bren
Claire Bren, née le 17 septembre 1988 à Chartres, est une kayakiste française pratiquant la descente.

## Biographie
Claire découvre le Kayak au club des Vauroux (Chartres) grâce à l'école primaire, et restera dans ce club durant 7 ans. Elle passe ensuite au club de Val de Reuil Pagaie Passion lorsqu'elle mène ses études en classe préparatoires aux grandes écoles (PCSI).
Elle est diplômée ingénieure en 2011 de l'ENSI Poitiers dans la spécialité Eau et environnement (qui s'appelle maintenant Traitement des eaux et des nuisances). En 2014, elle se présente au concours de professeur des écoles avec succès. Elle transite du club de Val de Reuil Pagaie Passion (Eure - 27) vers le club de Vivonne les Pagayous (Vienne - 86) en janvier 2015.
En 2012, elle est sélectionnée  pour représenter la France aux championnats du Monde qui se déroulent cette année en France à Mâcot-la-Plagne,où elle va remporter trois médailles en quatre courses, dont deux en or, avec le titre en Classique par équipe et la médaille d'argent en Sprint par équipe avec Laëtitia Parage et Sixtine Malaterre et lors du dernier jour de compétition, elle va remporter l'épreuve de Sprint individuel.
En 2013,elle remporte le Titre en Sprint par équipe avec Sixtine Malaterre et Manon Hostens.
En 2014, à Valtellina (Italie), elle conserve son titre par équipe en course classique et obtient la seconde place en course par équipe sprint.
En 2015, à Vienne (Autriche), elle retrouve son titre par équipe en course sprint cédé en 2014 à la nation allemande. La même année elle est titularisée professeur des écoles.
En 2017, elle est licenciée au club de Vivonne et remporte à nouveau le titre de championne du Monde de sprint à Pau. Cette même année, elle obtient les titres de championne de France, d'Europe et du Monde en individuel sprint.
Elle est médaillée d'or en K1 classique par équipes et médaillée de bronze en K1 classique individuel aux Championnats du monde de descente de canoë-kayak 2022.
De 2019 à 2023, elle entre en équipe de France de course en ligne et participe aux Jeux Européens de Minsk en 2019 ainsi qu'à ses premiers championnats du monde en 2021 à Copenhague (6e place en K4 et 11e place en K2).
En 2022, elle revient en descente de rivière pour les championnats du monde à Treignac sur la Vézère. Elle remporte une médaille de bronze en classique individuel et une médaille d'or par équipe.
En 2023, sélectionnée en K4 course en ligne aux championnats du Monde. Elle n'accède pas en finale : conditions nécessaire pour la sélection aux JO de Paris.
En 2024, Claire tente de décrocher le seul titre qu'il lui manque en descente de rivière : le titre sur course classique. Après une course de 19'27 sur le Rio Esla à Sabero en Espagne, elle atteint son objectif et remporte la course à 1,5 secondes de Kerry Christie (GB) 2e.
La boucle est bouclée, première sélection en équipe de France en 2012 avec un titre de championne du monde sprint et dernière sélection en 2024 avec un titre de championne du monde classique.

## Palmarès

### Championnats du monde
2024 à Sabero, 🇪🇸 Espagne
- Médaille d'or en K1, course classique
- Médaille de bronze en C2, course classique avec Lise Vinet
- 2 Médailles d'argent en K1 classique et sprint par équipe
- 2022 à Treignac,  France
  -  Médaille d'or en K1 classique par équipe
  -  Médaille de bronze en K1 classique
- 2018 à Muotathal,  Suisse
  -  Médaille d'argent en K1 classique par équipe
  -  Médaille d'argent en K1 sprint par équipe
  -  Médaille de bronze en K1 sprint
- 2017 à Pau,  France
  -  Médaille d'or en K1, Course sprint
  -  Médaille d'or en K1 par équipe, Course sprint
- 2016 à Banja Luka,  Bosnie-Herzégovine
  - 5e en classique K1
  - 7e en sprint K1
  -  Médaille d'or en sprint par équipe
  -  Médaille de bronze en classique par équipe
- 2015 à Vienne,  Autriche
  - 4e en sprint K1
  -  Médaille d'or en sprint K1 par équipe
- 2014 à Valtellina,  Italie
  - 5e place en classique en K1
  - 6e place en sprint en K1
  -  Médaille d'or en classique K1 par équipe
  -  Médaille d'argent en sprint K1 par équipe
- 2013 à Solkan,  Slovénie
  -  Médaille d'or en K1 par équipe, Course Sprint [4]
- 2012 à Mâcot-la-Plagne,  France
  -  Médaille d'or en K1, Course Sprint
  -  Médaille d'or en K1 par équipe, Course classique
  -  Médaille d'argent en K1 par équipe, Course Sprint [7]

### Championnats d'Europe
- 2017 à Skopje,  Macédoine
  -  Médaille d'or en K1, Course sprint
  -  Médaille d'or en K1 par équipe, Course sprint
  - 4e en classique K1
  -  Médaille d'argent en K1 par équipe, Course classique
- 2015 à Banja Luka,  Bosnie-Herzégovine
  -  Médaille d'or par équipe, Course sprint
  - Médaille d'argent par équipe, Course classique
  - 5e en Classique K1
  - 5e en Sprint K1